# パオロ・アネージ
パオロ・アネージ（Paolo Anesi、1697年7月9日 - 1773年）は、イタリアの画家、版画家である。ローマなどで働き、イタリアの都市景観などを描き、人気のある画家になった。

## 略歴
ローマでヴェネツィア出身の絹織物職人の息子に生まれたと推定されているがフィレンツェの生まれであるとする研究者もいる。若いころフィレンツェで工房を開いていた。ローマの画家、ジュゼッペ・バルトロメオ・チアリ（1654-1727）に学び、ベルナルディーノ・フェルジョーニ（Bernardino Fergioni: 1674–1738）の工房でも働いた。同時代の画家たち、遺跡のある風景画を得意としたアンドレア・ロカテッリ（1695-1741）や歴史画を描いたセバスティアーノ・コンカ（1680-1764）といった画家の工房で働いた可能性は少ないとされるが、同じような題材やスタイルの作品も描いた。当時多くいたピーテル・ファン・ラール（1592/1599-1642）の影響をうけたバンボッチャンティ（Bamboccianti）と呼ばれる画家たちの影響も受けたとされるが、おもにイタリアの都市の景観を描いた作品で知られている。
カナレット（1697-1768）も描いたイタリアの都市や遺跡を描いた風景画はイタリアを訪れるイギリス人などの外国人たちに人気のある題材になっていて、アネージの作品も多くの外国人に購入された。
1723年に建築家のジュゼッペ・サルディ（Giuseppe Sardi: 1680-1768?) の娘と結婚した。1757年に教皇庁美術・文芸アカデミー（Pontificia Insigne Accademia di Belle Arti e Letteratura dei Virtuosi al Pantheon）の会員に選ばれた。
1773年にローマで亡くなった。弟子の一人にフランチェスコ・ツッカレリ（1702-1788）がいる。

## 作品

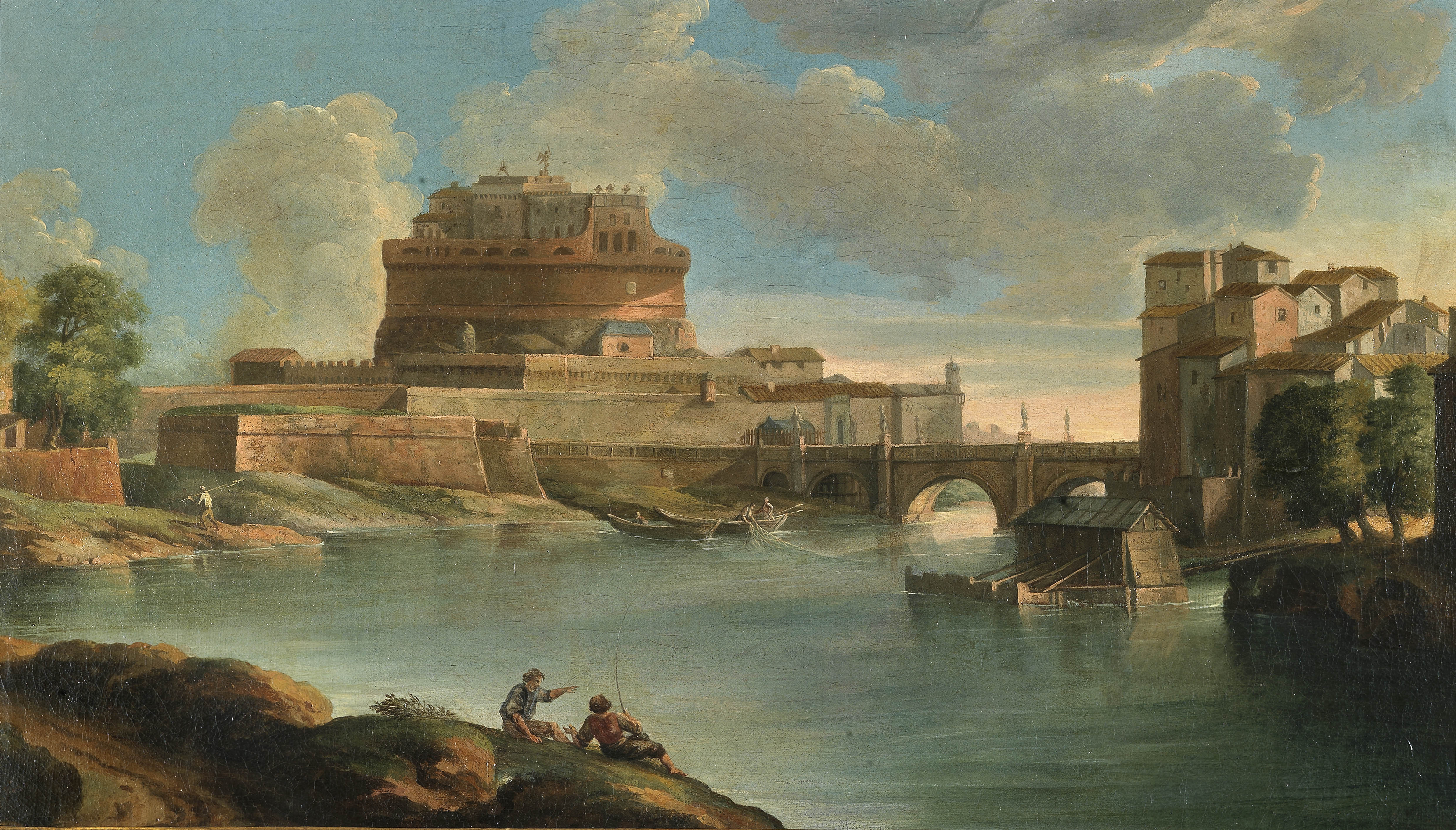
サンタンジェロ城
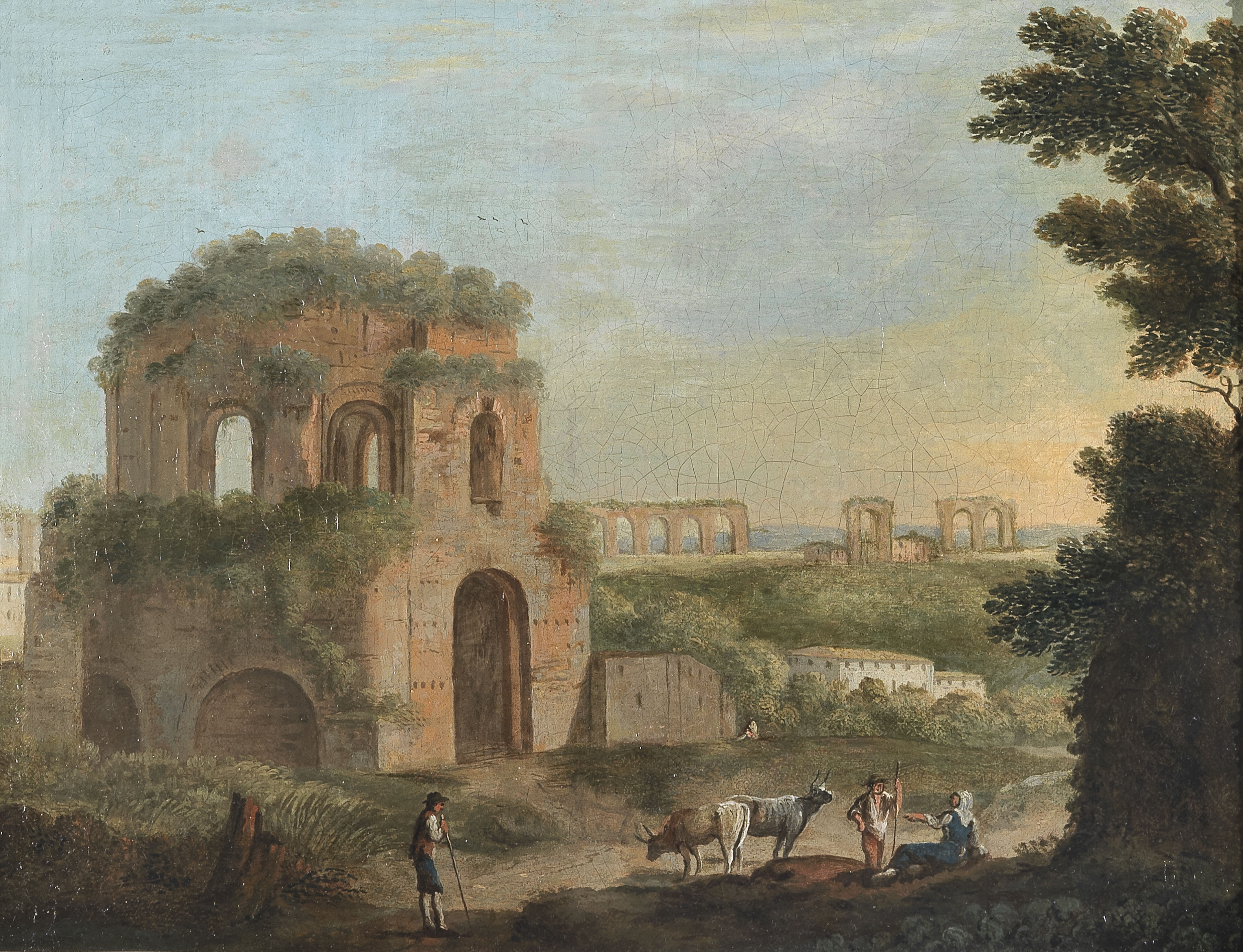
ミネルウァ・メディカ神殿
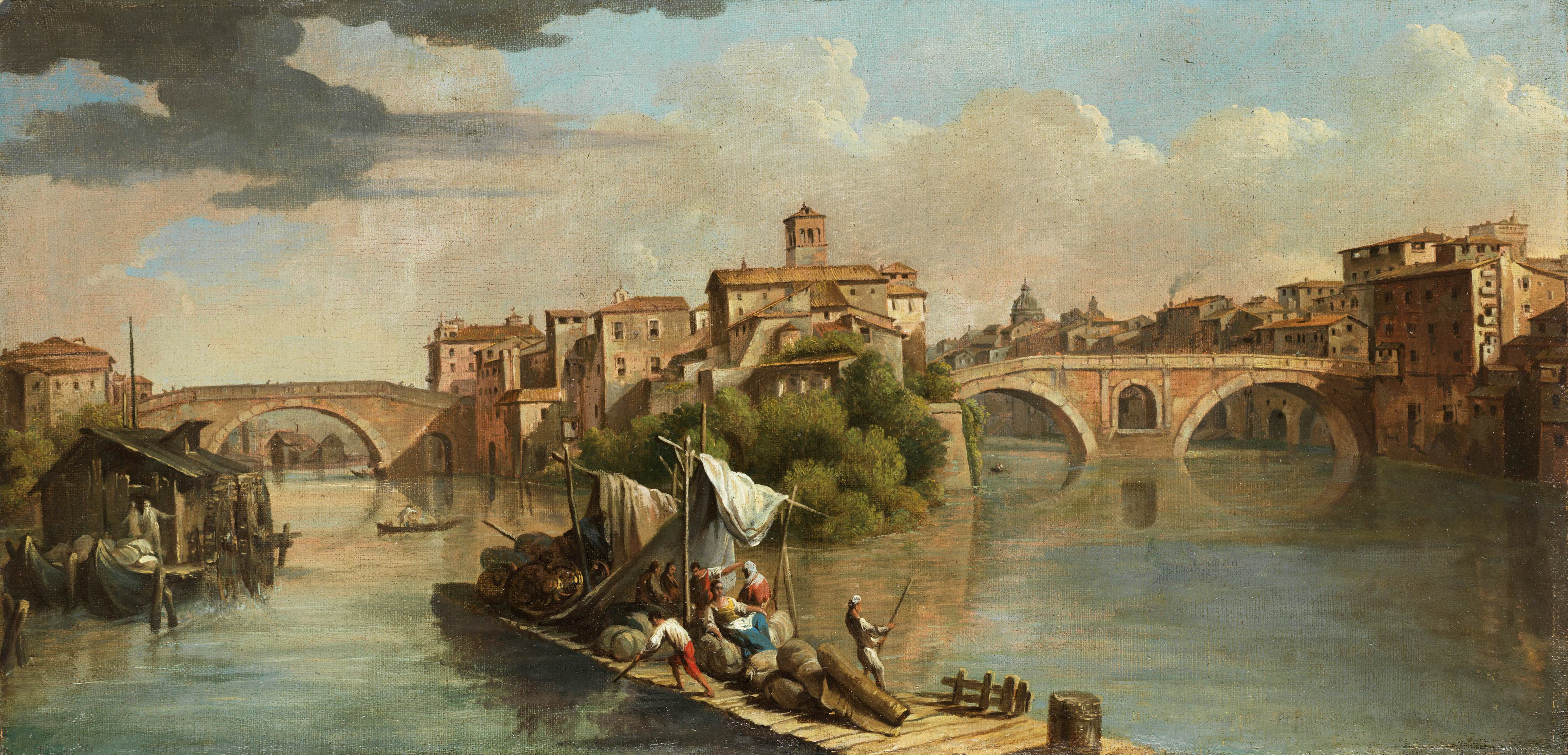
ティベリーナ島